# Riemenstalden
Riemenstalden ist eine politische Gemeinde des Kantons Schwyz in der Schweiz. Sie gehört zum Bezirk Schwyz und ist bevölkerungsmässig die kleinste Schwyzer Gemeinde.
Im Jahr 2019 hatte die Gemeinde mit 37 % den höchsten Anteil an Personen im Alter von 0 bis 19 Jahren.

## Geographie
Der Dorfkern liegt hoch über dem Vierwaldstättersee auf 1030 m ü. M. und ist über eine Zufahrtsstrasse von Sisikon (Kanton Uri) her erreichbar.
Das Riemenstaldertal wird immer wieder von Naturgewalten heimgesucht, darunter Lawinen, Murgänge und reissende Wildbäche im Einzugsbereich des Riemenstaldnerbaches.

## Tourismus
Das Riemenstaldertal ist bekannt für sein Skitourengebiet Lidernen, mit dem Blüemberg. Diese Skitour führt vom Chäppeliberg über die Lidernen hinauf zum Blüemberg und bietet dann eine Abfahrt über 1800 Höhenmeter hinunter ins Muotathal.
Im Sommer führen verschiedene Wanderungen auf die umliegenden Berge der Kaiserstockkette, u. a. via den Alplersee auf den Aussichtsberg Rophaien.

## Sehenswürdigkeiten
Sehenswert ist in Riemenstalden die Pfarrkirche Maria zum Guten Rat mit ihren wunderschönen Fresken. Beim Bergheimet Chäppeliberg befindet sich eine dem Heiligen Johannes geweihte Kapelle. In alten Zeiten besuchten die Riemenstaldner ihre Gottesdienste dort, und ihre Toten wurde dort auch beerdigt. Der Chäppeliberg, die Rosslaui (angrenzend) und der Martschen (auch in der Nähe) sind die flächenmässig grössten Bergbauern-Betriebe der Bergzone 4 der Innerschweiz.

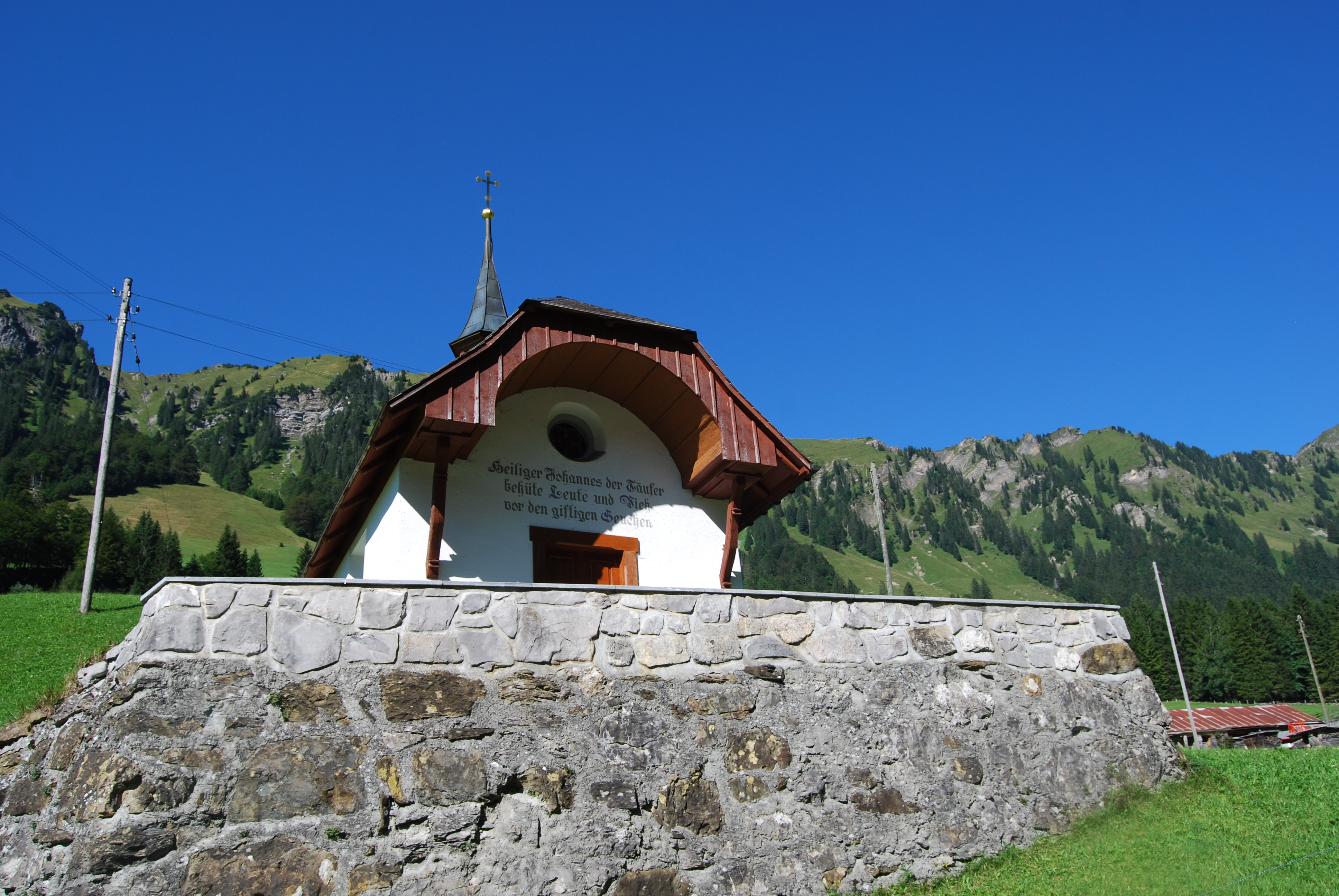
Kapelle St. Johann
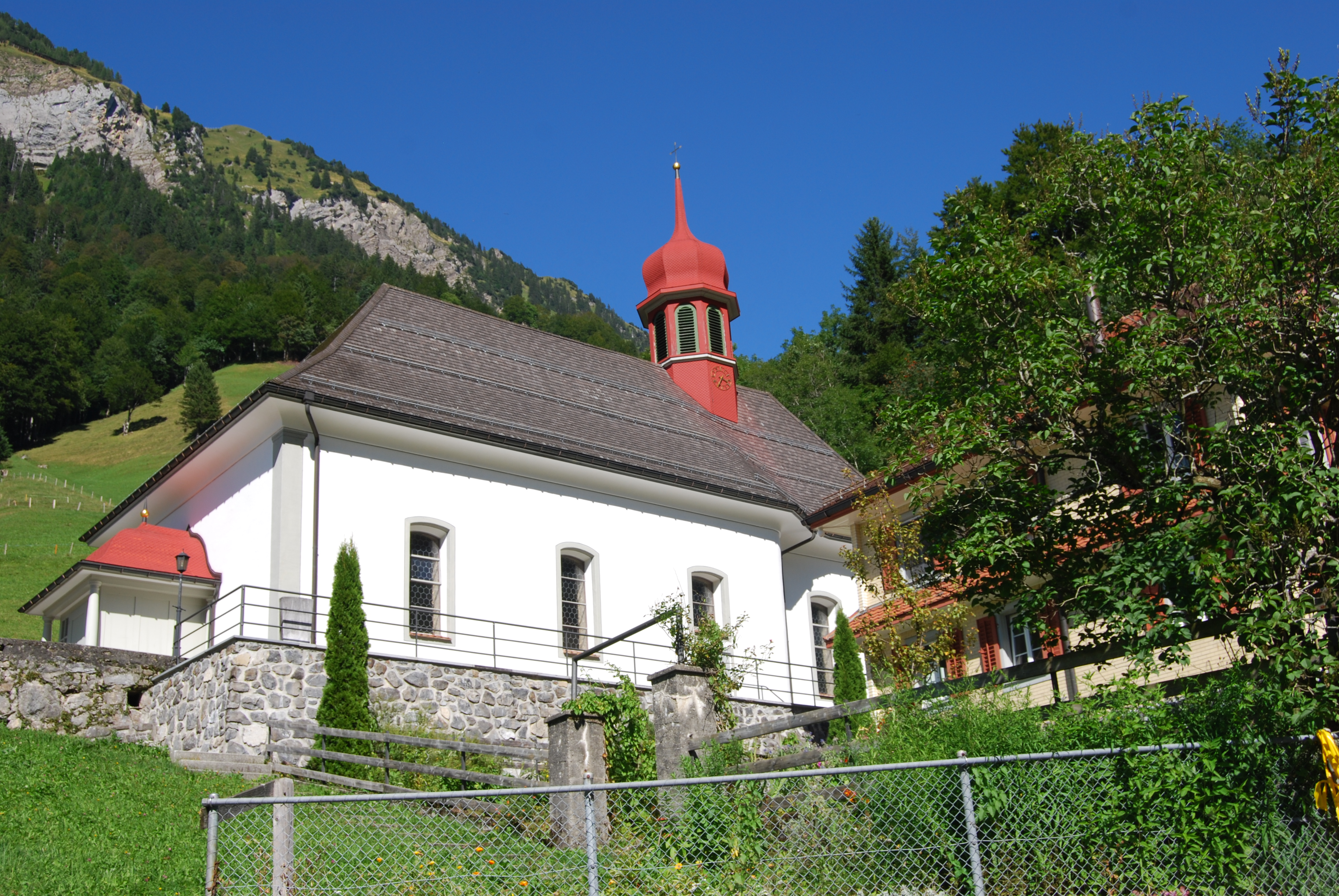
Pfarrkirche Maria zum Guten Rat
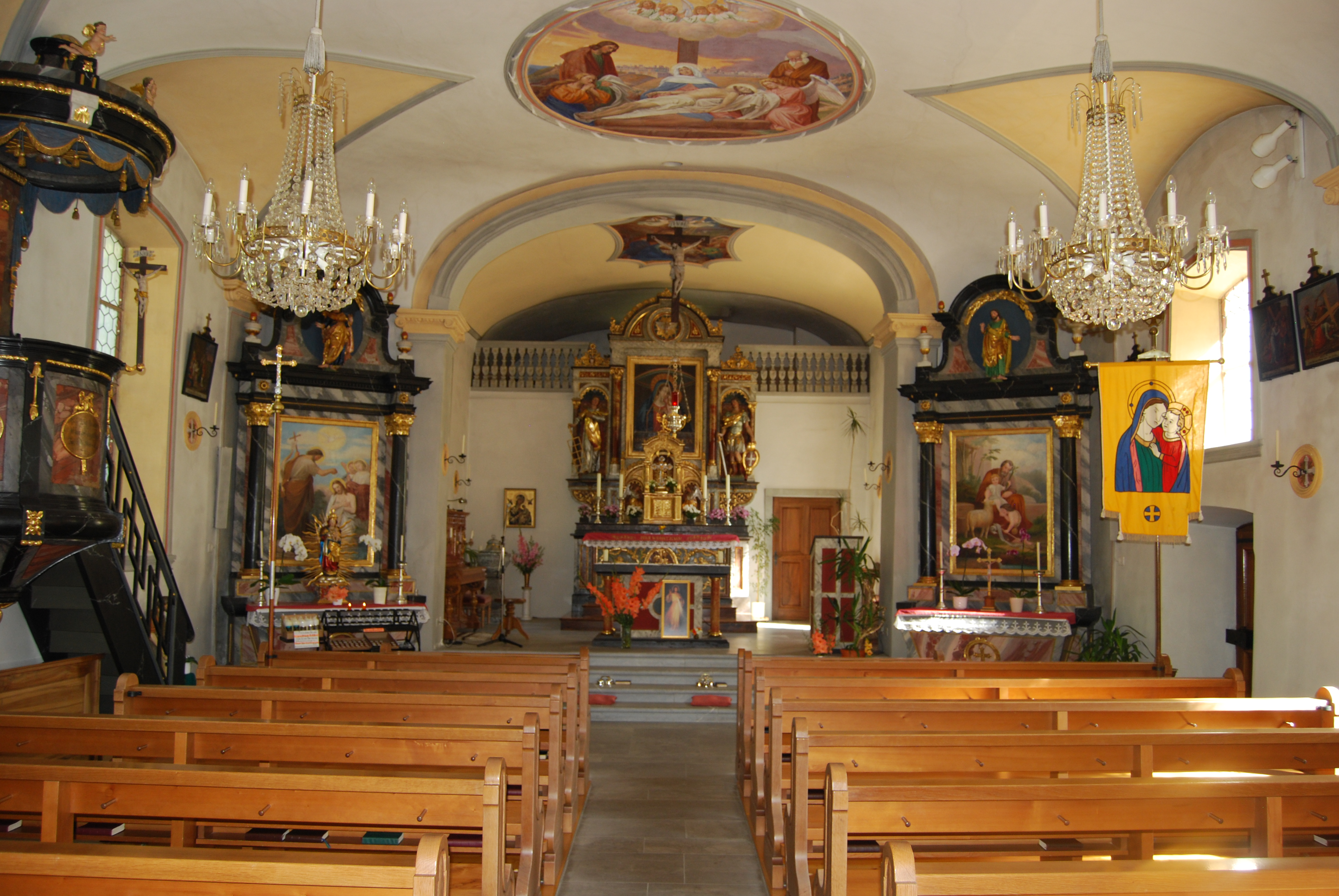
Innenansicht der Kirche
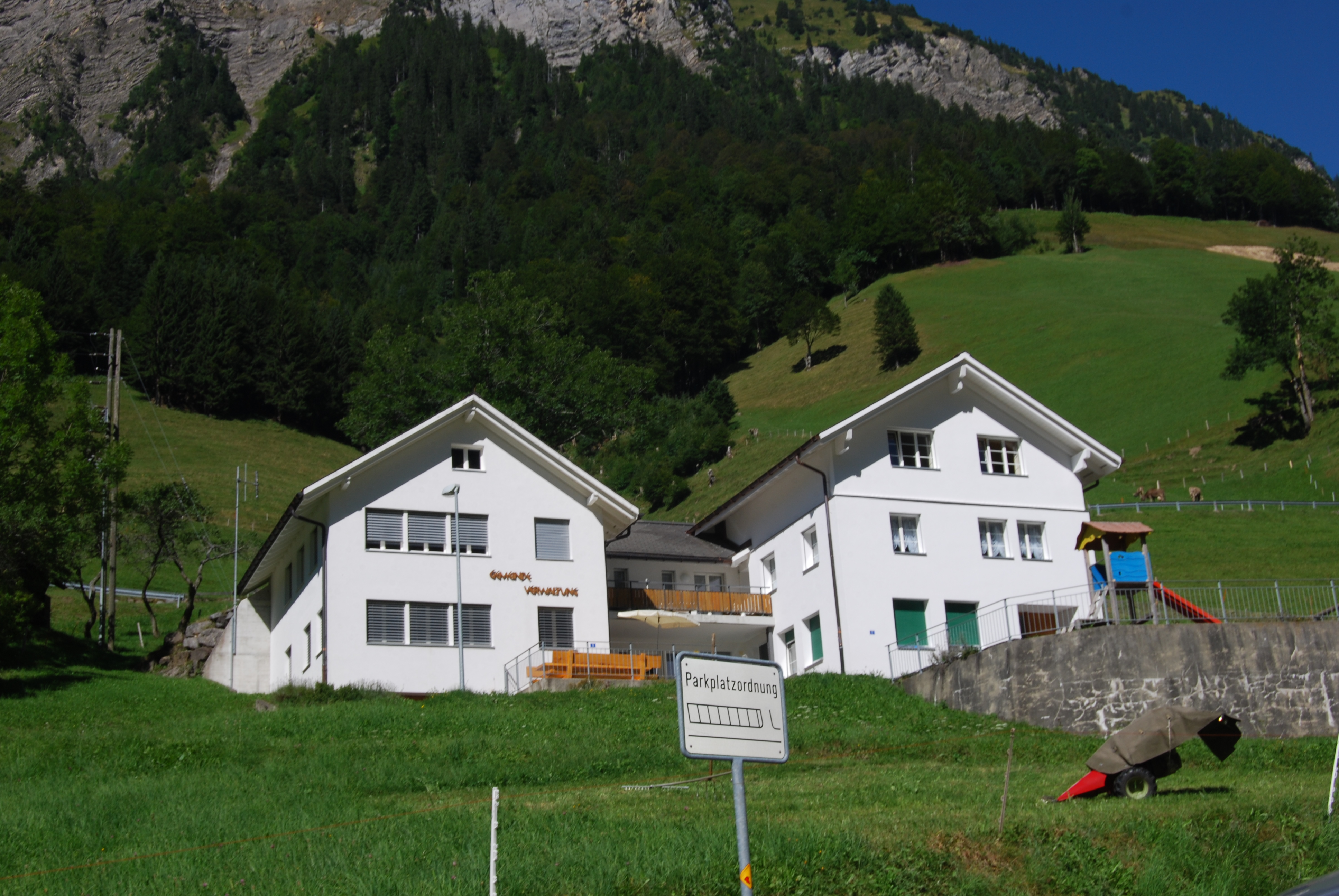
Schulhaus
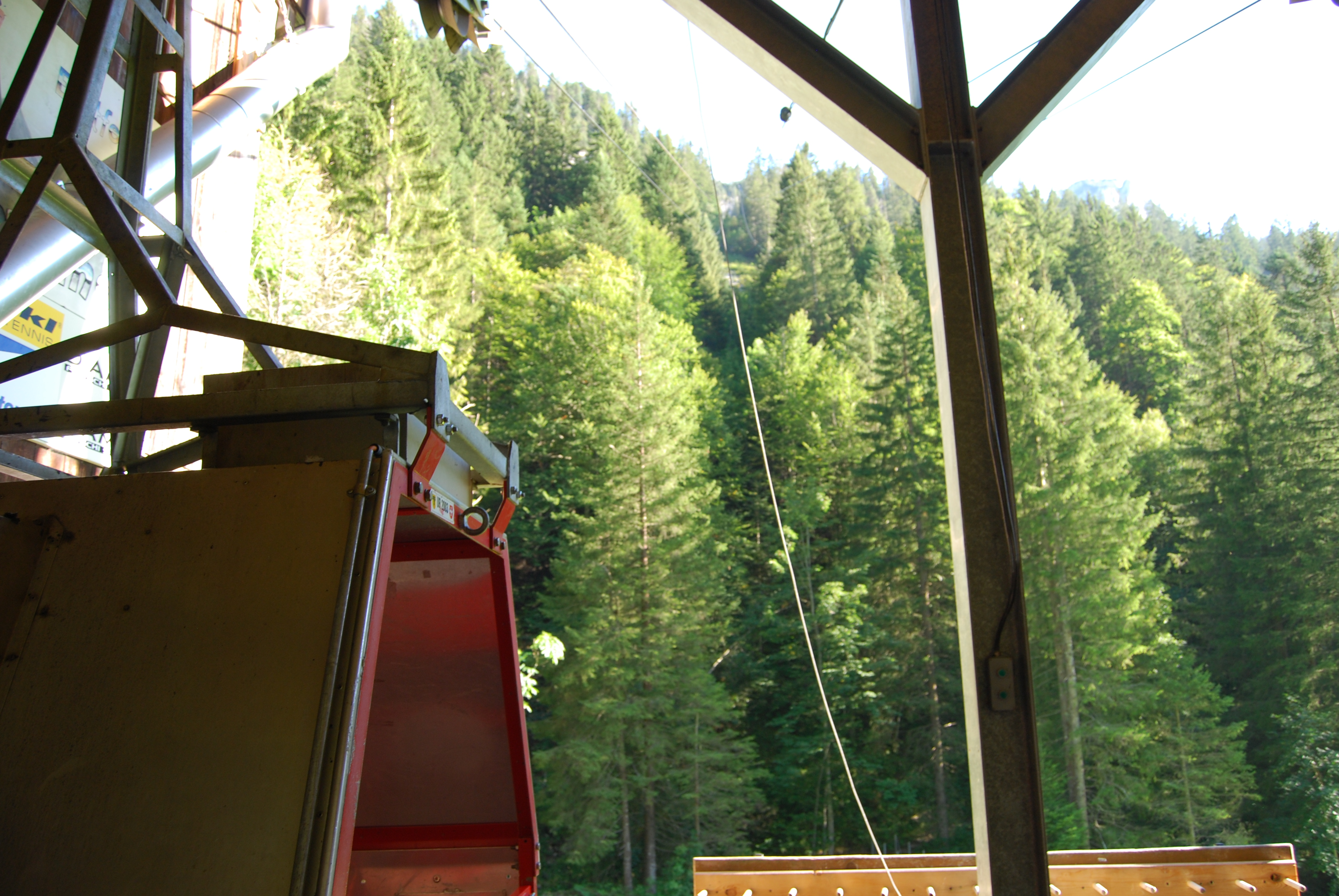
Luftseilbahn von Chäppeliberg nach Gitschen
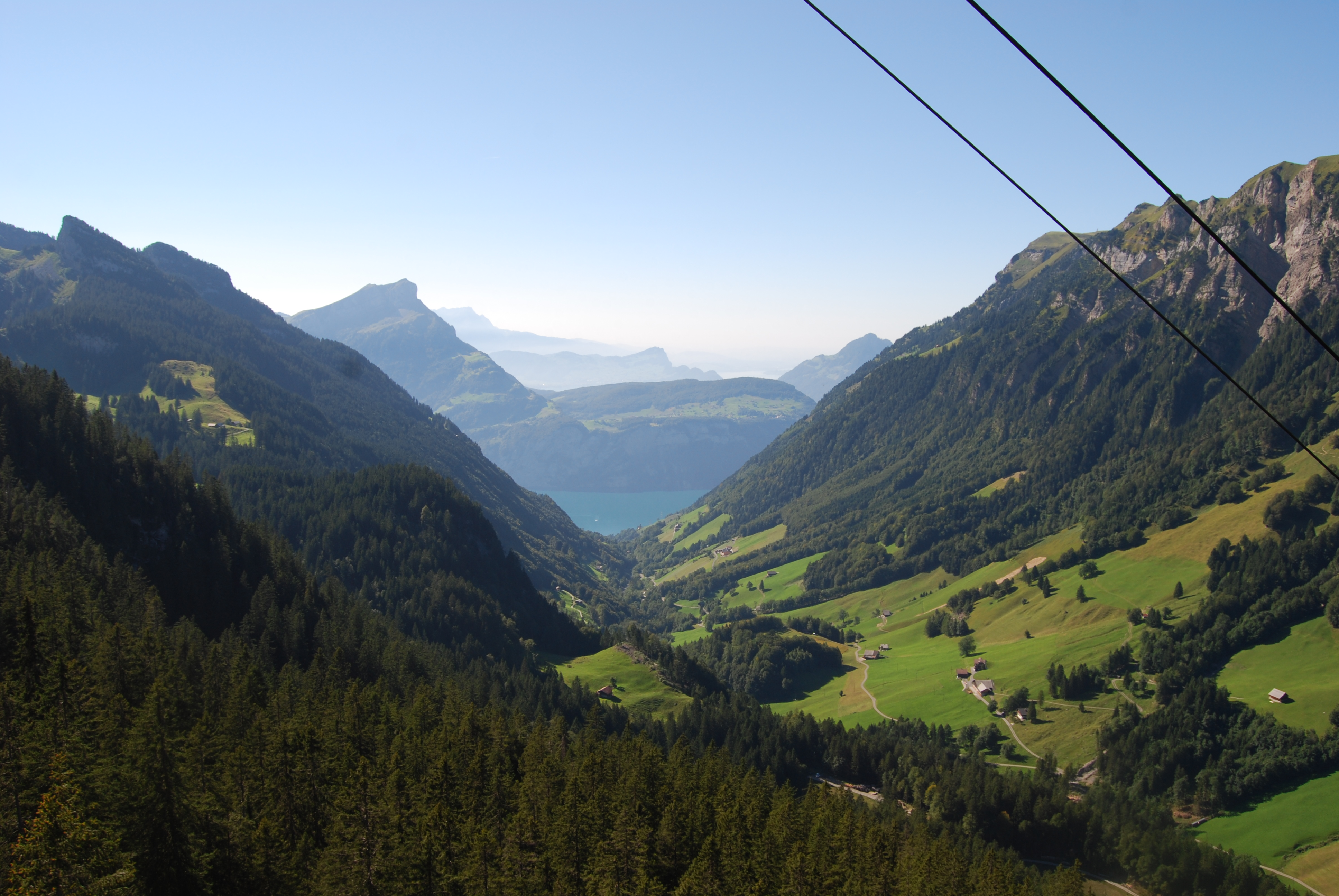
Blick auf das Riemenstaldertal von der Luftseilbahn Chäppeliberg–Gitschen
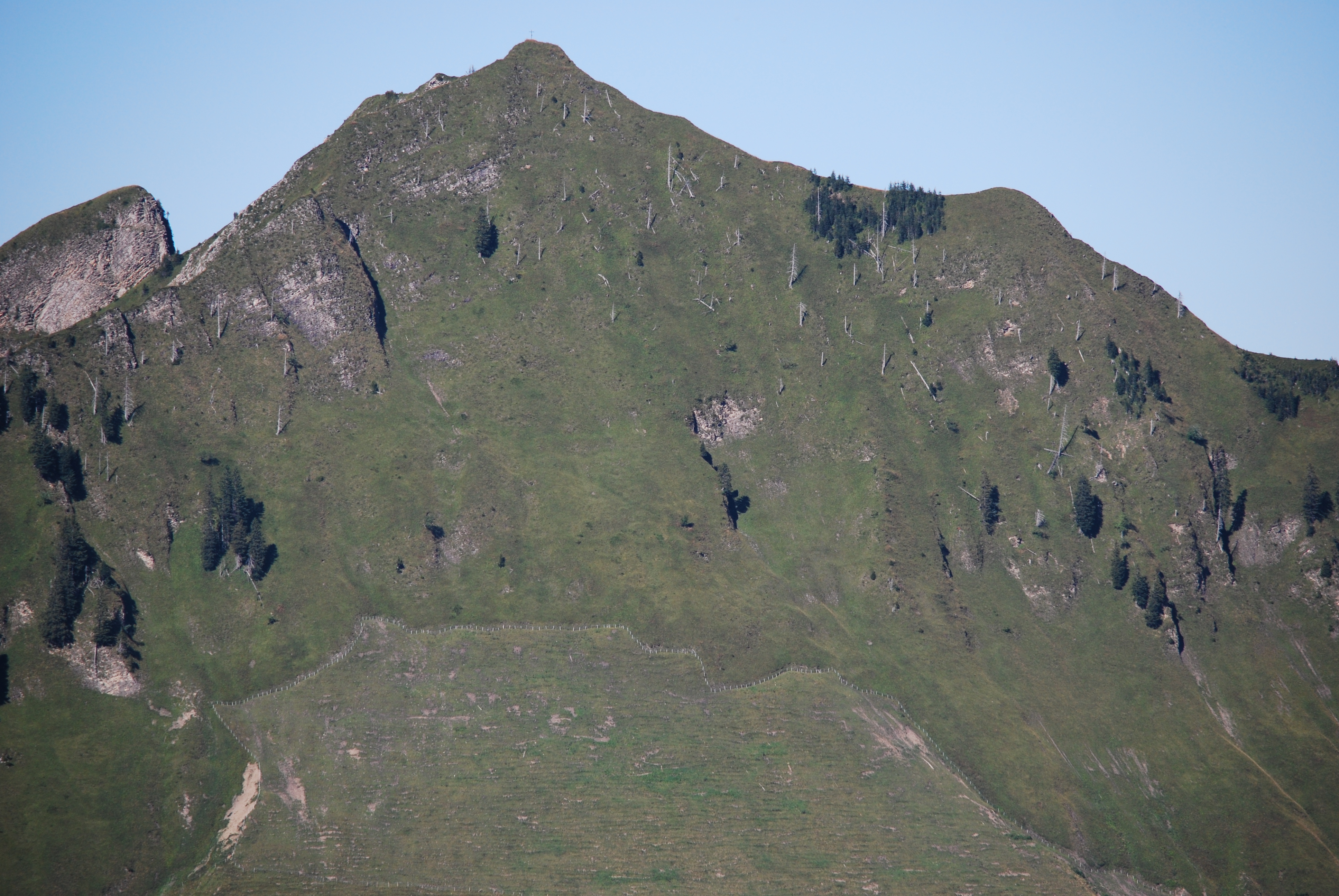
Der Sisiger Spitz im Nordosten von Riemenstalden, von Gitschen aus gesehen.

## Persönlichkeiten
Von 1824 bis 1828 wirkte Alois Fuchs als Pfarrer und Lehrer in Riemenstalden.